# Ministère de l'Enseignement primaire, secondaire et technique
 (mai 2024).
Le ministère de l'Enseignement primaire, secondaire et technique (EPST) de la république démocratique du Congo est le ministère responsable de l'organisation de l’enseignement maternel, primaire, secondaire et professionnel.

## Missions
- Création et gestion des établissements publics d’enseignement ;
- Agrément et supervision des établissements privés d’enseignement ;
- Définition, conduite et exécution de la politique générale du gouvernement dans le domaine de l’enseignement ;
- Conception, émission et diffusion du calendrier scolaire dans tous les établissements d’enseignement ;
- Contrôle de la qualité de l’enseignement ;
- Organisation et supervision des épreuves et publication des résultats des examens certifiants et tests ;
- Conception, émission et contrôle des titres et pièces scolaires ;
- Établissement de l’équivalence des titres et pièces scolaires ;
- Conception, élaboration, impression et diffusion des programmes d’études ;
- Étude et agrément des manuels scolaires ;
- Conception, création et mise en circulation des matériels pédagogiques et supports didactiques ;
- Promotion des activités parascolaires (culturelles, sportives, loisirs et jeux) au sein des établissements d’enseignement ;
- Gestion du personnel administratif et enseignant actif et retraité des établissements publics d’enseignement ;
- Négociation et gestion du partenariat ;
- Étude, diffusion et mise en application des programmes spéciaux d’enseignement ;
- Conception des normes et des directives pour la construction et la réhabilitation des infrastructures scolaires et suivi de leur mise en application, en collaboration avec le ministère ayant les travaux publics et infrastructures dans ses attributions ;
- Publication des statistiques scolaires.

## Organisation
Le ministère de l'EPST compte sur un effectif total de 494 427 personnes réparties dans les structures ci-dessous :
- Secrétariat général (8 065 personnes)
  - Direction des ressources humaines
  - Direction des études, planification et statistique
  - Direction administrative et financière
  - Direction de l'administration scolaire
  - Direction de l'enseignement technique et de la formation professionnelle
  - Direction de la coopération internationale
  - Direction de l'organisation et informatique
  - Direction des infrastructures scolaires
  - Direction des activités physiques, sportives et parascolaires
  - Direction de l'imprimerie pilote
  - Direction de l'enseignement Spécial
  - Direction des pensions et rentes de survie
  - Direction de l'éducation pour tous
  - Direction de l'enseignement privé
  - Direction des réformes et innovations éducatives
  - Direction du partenariat en matière d'éducation
  - Direction de l'éducation à la vie courante
  - Direction de l'information pour la gestion de l'éducation
  - Direction de formation des enseignants
  - Direction du test national de fin d'études primaires (TENAFEP)
  - Direction nationale d'orientation scolaire et professionnelle (CNOSP)
  - Direction de la francophonie
  - Direction des archives, nouvelles technologies de l'information et de la communication
  - Programmes et manuels scolaires et matériel didactique
  - Cellule de gestion des projets et des marchés publics
- Service de contrôle de la paie des enseignants (486 226 personnes)
- Service national d'identification des élèves
- Service de gestion de la communication (SGC)
- Secrétariat permanent d’appui et de coordination du secteur de l’éducation (SPACE)
- Commission nationale pour l'UNESCO (136 personnes)
- Inspection générale